# Señora de Cao

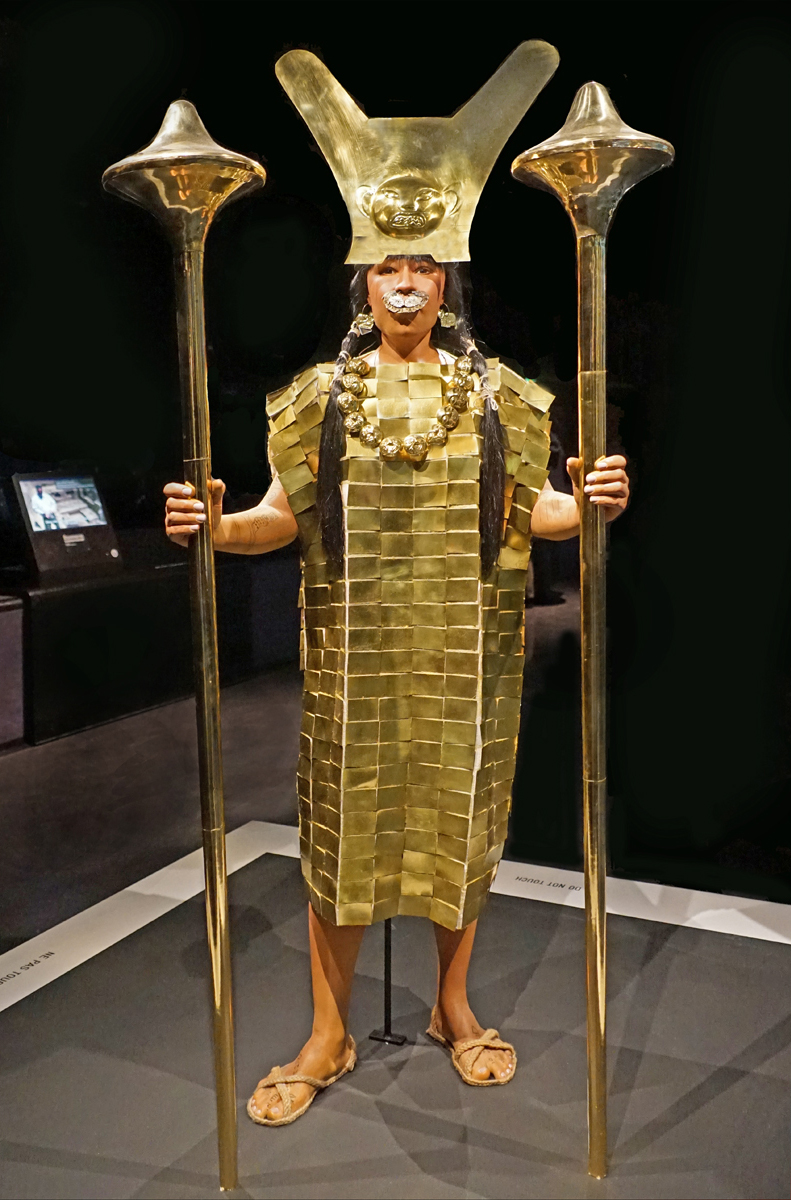
kopia Pani z Cao w muzeum

Señora de Cao (dosł. Pani z Cao) – licząca blisko 1700 lat mumia dwudziestokilkuletniej kobiety znaleziona na północy Peru, zachowana w doskonałym stanie. Najprawdopodobniej należała do plemiennej elity kultury Moche. Wielkie wrażenie robią włosy kobiety, wciąż tkwiące w skórze jej głowy. Całe jej ciało pokryte jest tatuażami przedstawiającymi węże, pająki oraz geometryczne postacie.